# Haranampur
Haranampur (nepalski: हरनामपुर) – gaun wikas samiti w zachodniej części Nepalu w strefie Lumbini w dystrykcie Kapilvastu. Według nepalskiego spisu powszechnego z 2001 roku liczył on 602 gospodarstw domowych i 4353 mieszkańców (2108 kobiet i 2245 mężczyzn).